# Estación de Sully - Morland
Sully - Morland es una estación de la línea 7 del metro de París situada en el IV distrito, en el corazón de la ciudad junto al puente de Sully.

## Historia
La estación se inauguró  3 de abril de 1930, permaneciendo durante un año como terminal sur de la línea. Inicialmente, se llamó Pont Sully, en referencia al cercano puente de Sully. Posteriormente, su nombre fue modificado para añadir una mención al coronel francés François Louis de Morlan, más conocido como Morland, que fue mortalmente herido en la batalla de Austerlitz en 1805.

## Descripción
Se compone de dos andenes laterales de 75 metros de longitud y de dos vías.
Está diseñada en bóveda elíptica revestida completamente de los clásicos azulejos blancos biselados del metro parisino, con la única excepción del zócalo que es de color marrón. Los paneles publicitarios emplean un fino marco dorado con adornos en la parte superior. 
Su iluminación ha sido renovada empleando el modelo vagues (olas) con estructuras casi adheridas a la bóveda que sobrevuelan ambos andenes proyectando la luz en varias direcciones.
La señalización por su parte usa la tipografía CMP donde el nombre de la estación aparece sobre un fondo de azulejos azules en letras blancas. Por último, los asientos son individualizados y de tipo Motte.